# Golfe de Pouzzoles
Le golfe de Pouzzoles (Golfo di Pozzuoli), appelé aussi baie de Pouzzoles, est un golfe de la mer Méditerranée formé par la côte de Campanie, en Italie, sur la façade nord-ouest de la baie de Naples.

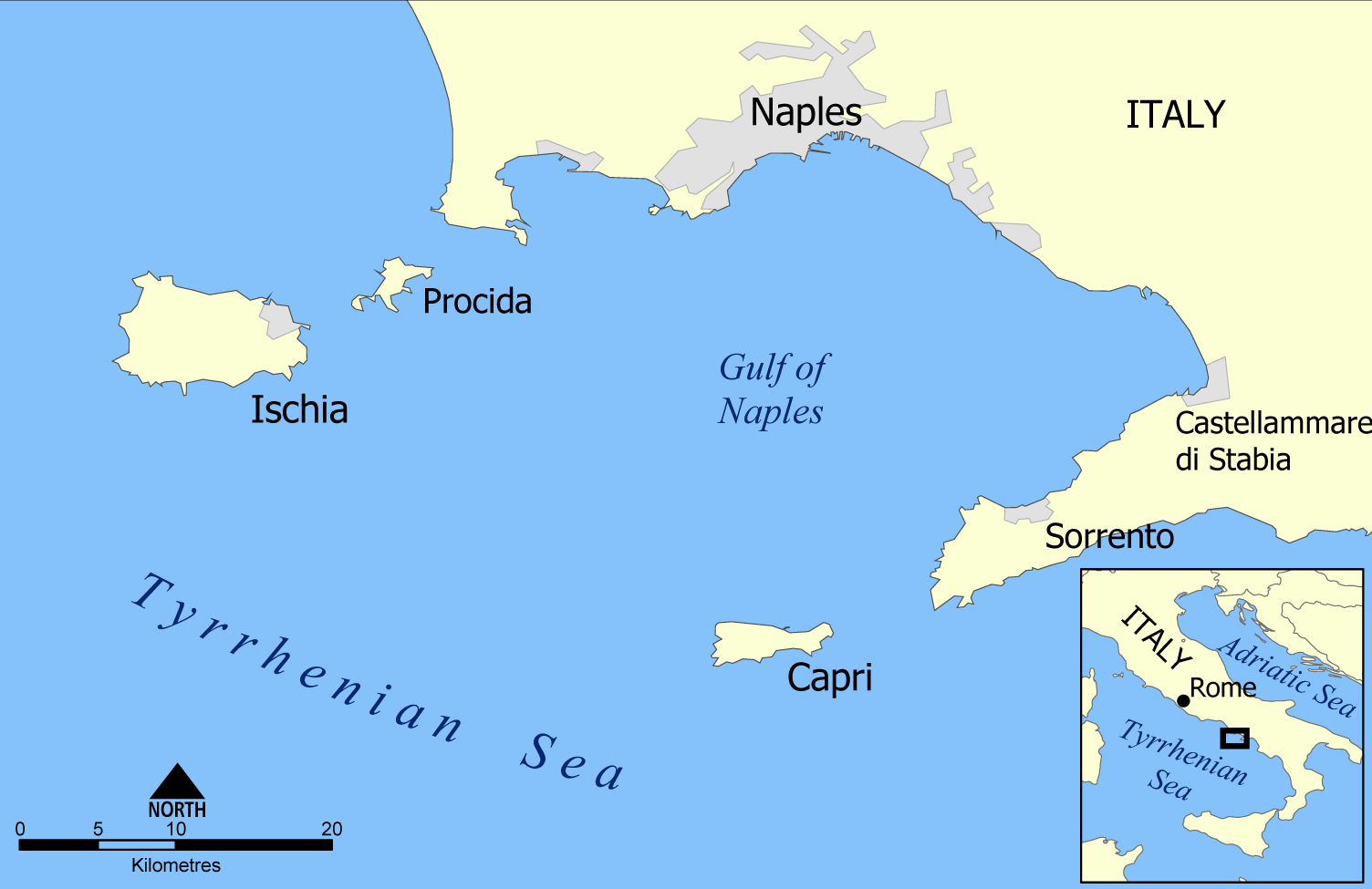
Le golfe de Pozzuoli se trouve à l'extrémité nord-ouest du golfe de Naples.

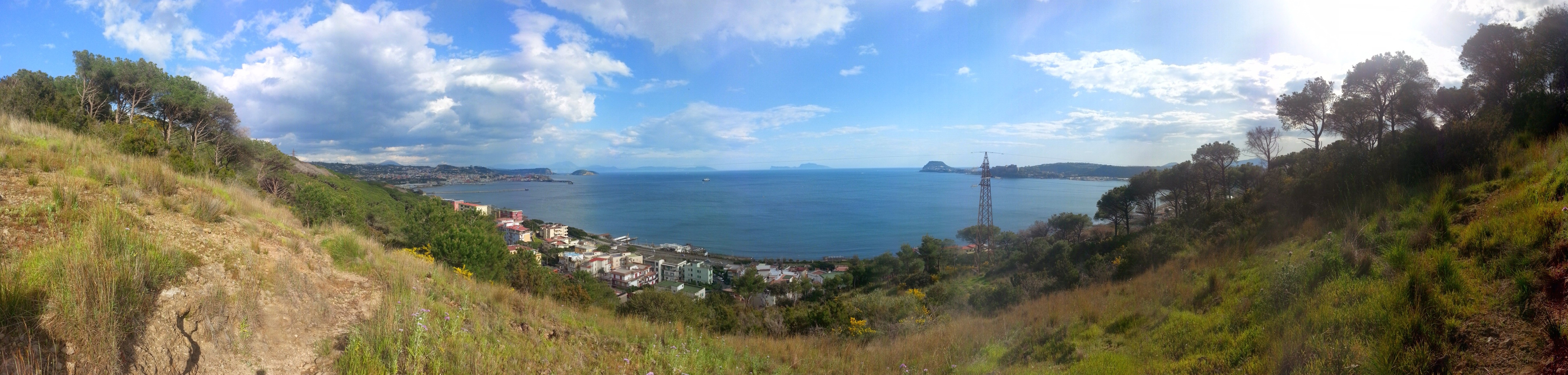
Vue panoramique du golfe de Pouzzoles.